# Říp
Pour les articles homonymes, voir Rip.
Říp est un sommet isolé de 461 m d'altitude situé en Bohême-Centrale sur le territoire de la commune de Mnetěš, dans la région d'Ústí nad Labem, en Tchéquie. Il est situé à 25 km au sud-est de Litoměřice. Édifice volcanique dû à la mise en place, dans cette région, du volcanisme cénozoïque, la colline basaltique du Říp domine la plaine fertile de Bohême.
Dans l'histoire de la Tchéquie, le mont Říp est associé au mythe fondateur du peuple tchèque : la Chronique des Bohémiens (en) de Cosmas de Prague rapporte que les tribus slaves furent conduites dans le pays par Čech qui campa sur le mont Říp et décida de s'installer dans les plaines de l'Elbe.